# Ferrovia di Tomar

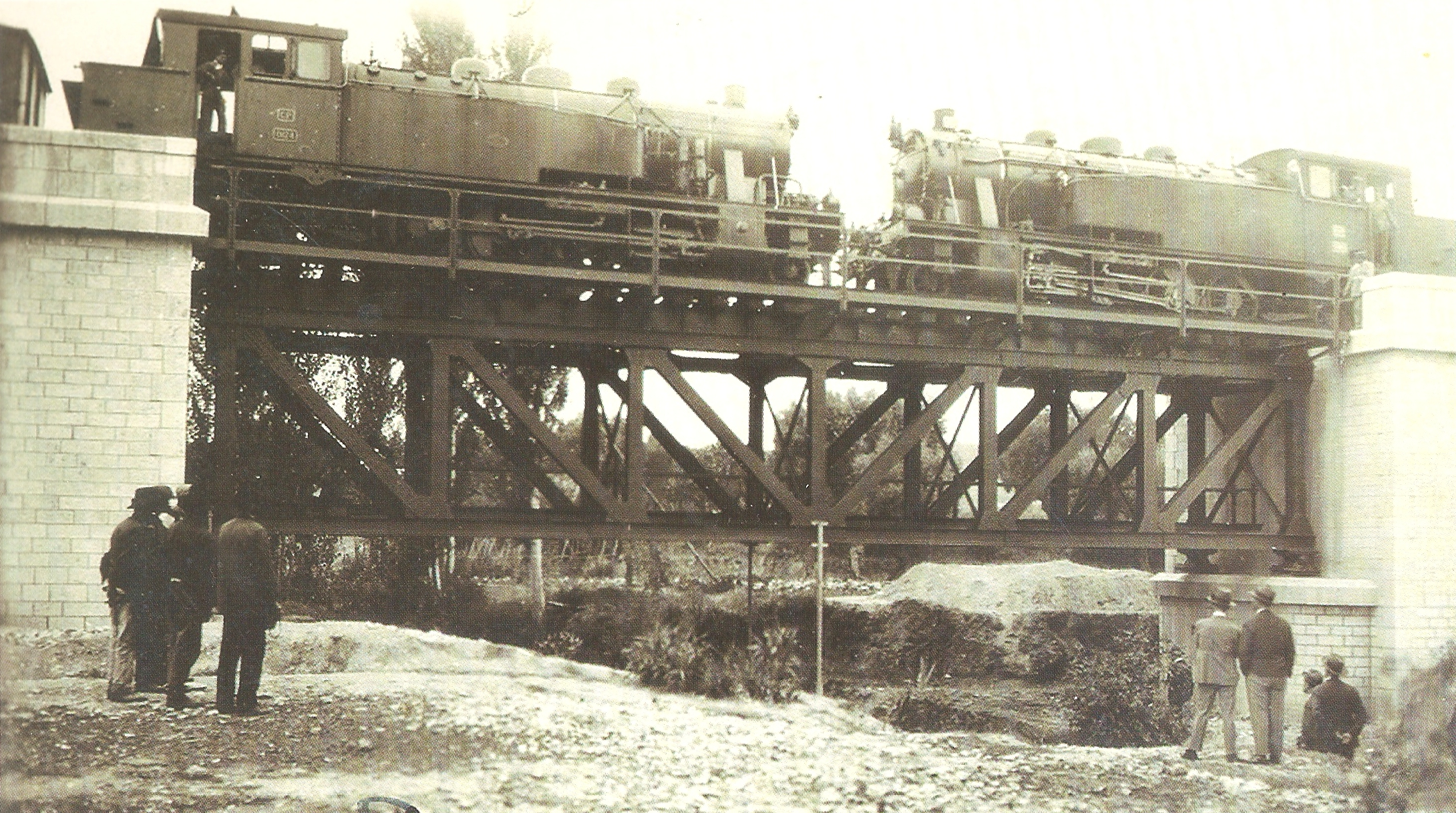
Collaudo del ponte sul Bezelga nel 1928

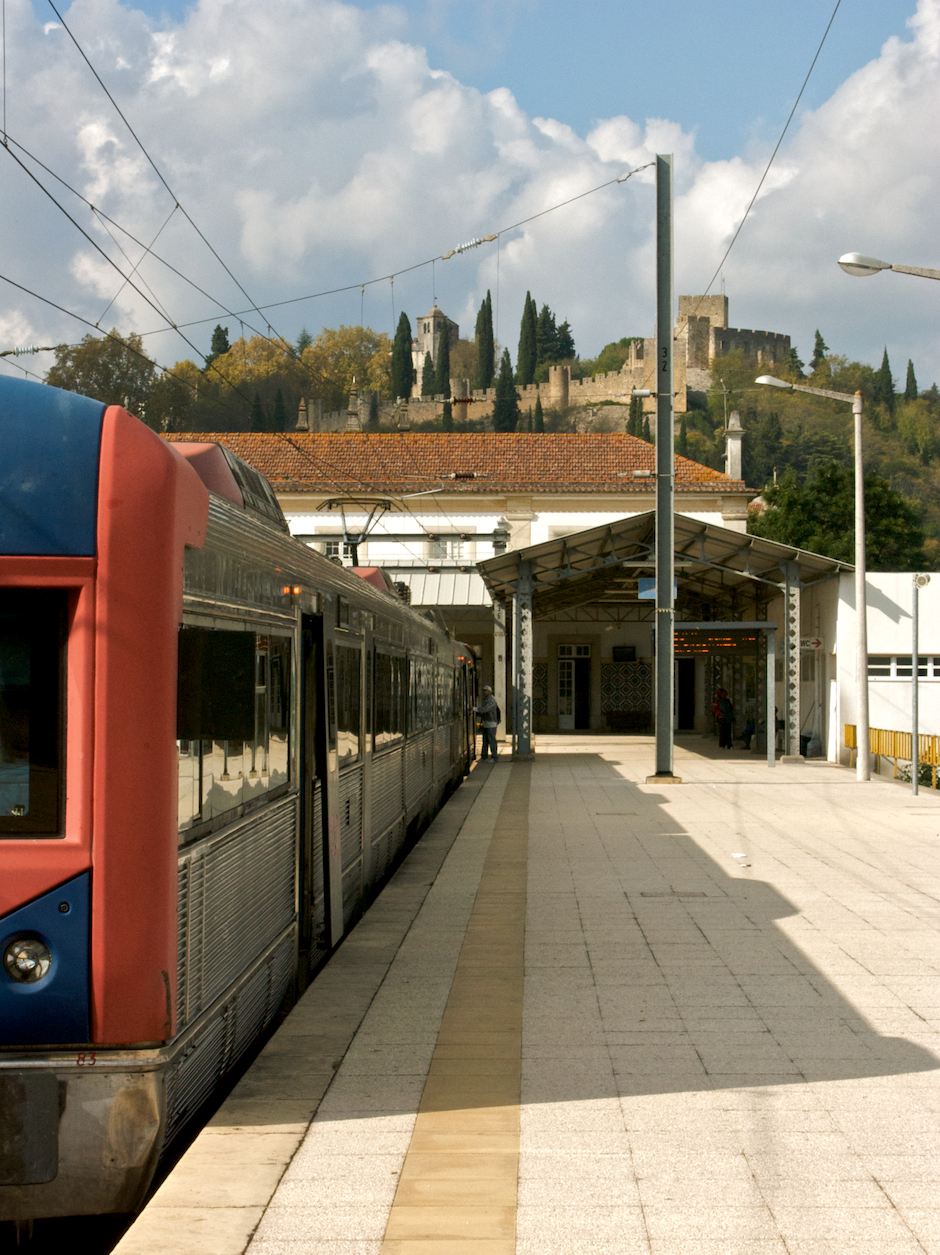
Stazione di Tomar nel 2008

La ferrovia di Tomar, in origine denominata Caminho de Ferro de Lamarosa a Tomar, è una linea ferroviaria portoghese che collega la stazione di Lamarosa, sulla ferrovia del Nord, a quella di Tomar. La linea è a binario unico, a scartamento iberico (1668 mm) ed elettrificata a 25 kV monofase a 50 Hz; è lunga 14,8 km. Fu inaugurata il 24 settembre 1928.

## Storia

### Prodromi
Sin dal 1887 vi fu la richiesta di collegare Tomar a Paialvo, sulla ferrovia del Nord per mezzo di una tranvia a cavalli.
Nel 1913 la municipalità di Tomar deliberò sul collegamento e ottenne, con la legge n. 76, del 18 luglio 1913, l'autorizzazione a costruire, senza finanziamento dello Stato, una ferrovia a scartamento iberico. Rivelatasi la costruzione difficoltosa per le casse municipali vennero chieste proroghe ai termini di consegna e si studiò un nuovo punto di connessione alla linea del Nord nella stazione di Lamarosa.

### Costruzione
Il 3 settembre 1921 con legge n. 1658 la municipalità di Tomar fu autorizzata a contrarre un prestito con la Caixa Geral de Depósitos mentre i lavori e la gestione vennero affidati alla Companhia dos Caminhos de Ferro Portugueses; il contratto venne siglato il 19 agosto 1925.
Il 1º dicembre del 1926 fu approvato il progetto di ampliamento della stazione di Lamarosa. Un mese dopo tali opere erano quasi pronte.
Nell'estate del 1926 i lavori erano abbastanza avanzati; occorreva tuttavia un ulteriore finanziamento che la municioalità non poteva reperire; intervenne quindi lo Stato con decreto n. 14865, del 3 gennaio 1928, attingendo al Fundo Especial de Caminhos de Ferro.

### Inaugurazione
Dopo gli opportuni collaudi il Caminho de Ferro de Lamarosa a Tomar, venne aperto all'esercizio il 24 settembre 1928 e classificato tra la rete dello Stato il 9 aprile 1930.

### Ammodernamenti
Nel 1961 la Companhia dos Caminhos de Ferro Portugueses affidò al Groupement d'Etude et d'Electrification de Chemins de Fer en Monophase 50Hzl'incarico di progettare l'ammodernamento tecnologico della linea. Nel 1968 il consorzio temporaneo di imprese composto da SOMAFEL, Somapre, A. Borie e A. Dehé venne incaricato dell'esecuzione.
| Unknown route-map component "exCONTgq" | Unknown route-map component "exSTR+r" |  |

|  | Unknown route-map component "exBHF" |

|  | Unknown route-map component "exLSTR" + Unknown route-map component "exSTRl" | Unknown route-map component "exCONTfq" |

|  | Unknown route-map component "exLSTR" |

| Unknown route-map component "exCONTgq" | Unknown route-map component "exLSTR" + Unknown route-map component "exSTR+r" |  |

|  | Unknown route-map component "exSTR" + Head station |

|  | Stop on track |

|  | Station on track |

|  | Small bridge over water |

|  | Stop on track |

|  | Stop on track |

|  | Unknown route-map component "SPLa" |

|  | Unknown route-map component "vSTR-DST" |

|  | Unknown route-map component "SPLe" |

|  | Stop on track |

| Unknown route-map component "CONTgq" | Unknown route-map component "vSTR+r-SHI1+r" |  |

|  | Unknown route-map component "BHFSPLe" |

| Unknown route-map component "CONTgq" | One way rightward |  |